# L'Eskabel
L'Eskabel est une compagnie de théâtre expérimental québécoise créé en 1971 par Jacques Crête. Fondée à Montréal, elle est ensuite basée à Trois-Rivières à partir de 1999 jusqu'à la fin de ses activités, en 2006.

## Histoire
Jacques Crête lance, en 1971, des ateliers d'expérimentation théâtrale inspirés par la contre-culture californienne de l'époque ainsi que le Living Theatre et le Théâtre-Laboratoire de Grotowski. Ces ateliers ont pour but d'explorer la créativité individuelle et à remettre en question les formes conventionnelles du théâtre à l'époque. Pendant les deux premières années, les ateliers portent principalement sur la conscience du corps, des exercices de concentration et sur l'improvisation.

### Les ateliers d'expérimentation théâtrale
En mai 1973, le groupe présente sa première création, intitulée Création collective I. C'est également à partir de ce point que le groupe adopte le nom d'Eskabel. Ce nom vient du mot « escabelle », signifiant escabeau en ancien français.
Le groupe offre deux types d'ateliers: ceux ouverts au public et ceux pour membres uniquement, qui ont une orientation plus théâtrale et qui demande un niveau d'implication plus intense.
À l'été 1974, Jacques Crête collabore avec Pierre A. Larocque afin de créer le spectacle Opéra-Fête, un spectacle festif et extravagant qui détonne des pratiques habituelles du groupe. On considère, rétrospectivement, que Opéra-Fête est point tournant dans l'évolution de l'Eskabel. 

### Vie communautaire
Il y a, en automne 1974, quatre membre permanents qui forment l'Eskabel: Jacques Crête, Thérèse Isabelle, Pierre André Larocque et Robert Bernier. Le groupe s'installe dans un édifice sur la rue Saint-Nicolas afin d'y vivre en communauté. Leur vie communautaire englobe la gestion quotidienne des lieux ainsi que le travail créatif du groupe.
Le spectacle Création collective II est présenté en février 1975. Il s'agit d'une perfomance centrée sur "l'improvisation pure, l'écoute et l'expression des pulsions personnelles".
La vie communautaire et créative du groupe s'intensifie jusqu'en 1978, année où près de la moitié des membres quittent l'Eskabel. Certains de ces membres, dont Pierre-André Larocque, Ariane Lee, Marie-Louise Bussière et Michèle Leduc, créent ensuite le groupe Opéra-Fête.
En 1979, le groupe et ses membres restants déménagent dans un vieux cinéma à Pointe-Saint-Charles. L'Eskabel évolue alors vers des créations plus structurées qu'auparavant, alternant entre l'improvisation libre et des productions structurées basées sur des scénarios collectifs ou des textes existants. Le groupe veut notamment renouveler le rapport du public au théâtre.

### Déménagement à Trois-Rivières
Après une pause de dix ans, entre 1989 et 1999, L'Eskabel reprend ses activités, à Trois-Rivières, en perfomant Les Troyennes d'Euripide à l'Amphithéâtre au coeur de la forêt. La pièce y est à l'affiche pendant cinq saisons, pour un total de 100 représentations.
Jacques Crête met fin aux activités de l'Eskabel en 2006.

## Postérité
L'Eskabel est un des trois pôles du théâtre expérimental montréalais des années 70, avec Carbone 14 et le Nouveau Théâtre Expérimental.